# Augsburger Straße (metropolitana di Berlino)
La stazione di Augsburger Straße è una stazione della metropolitana di Berlino, sulla linea U3.
È posta sotto tutela monumentale (Denkmalschutz).

## Storia
La stazione di Augsburger Straße venne attivata l'8 agosto 1961 in sostituzione della stazione di Nürnberger Platz, posta alcune centinaia di metri più a sud, chiusa all'esercizio a causa dell'eccessiva vicinanza alla nuova stazione di Spichernstraße.